# Air Memphis
Air Memphis war eine ägyptische Fluggesellschaft mit Sitz in Kairo und Basis auf dem Flughafen Kairo-International.

## Geschichte
Die Gesellschaft wurde im August 1995 gegründet und nahm im März 1996 den Flugbetrieb auf. Im Jahr 2013 stellte sie ihren Betrieb ein.

## Flotte
Bei Einstellung des Betriebes bestand die Flotte der Air Memphis aus einer Douglas DC-9-30 mit einem Alter von 33,6 Jahren.

## Zwischenfälle
Air Memphis verzeichnete in ihrer Geschichte drei Zwischenfälle, von denen bei einem Todesopfer zu beklagen waren:
- Am 10. März 1998 verunglückte eine Boeing 707-300C der Air Memphis (Luftfahrzeugkennzeichen SU-PBA) beim Start vom Flughafen Mombasa. Das Frachtflugzeug streifte nach dem Abheben Aufbauten der Anflugbefeuerung, schlug zurück auf dem Boden auf, zerbrach und fing Feuer. Alle sechs Insassen kamen ums Leben (siehe auch Flugunfall einer Boeing 707 der Air Memphis in Mombasa).[3]